# Tomosvaryella dentiterebra
Tomosvaryella dentiterebra är en tvåvingeart som beskrevs av Collin 1949. Tomosvaryella dentiterebra ingår i släktet Tomosvaryella och familjen ögonflugor.
Artens utbredningsområde är Egypten. Inga underarter finns listade i Catalogue of Life.